# Davidgallowaya
Davidgallowaya — рід грибів родини Parmeliaceae. Назва вперше опублікована 2007 року.

## Класифікація
До роду Davidgallowaya відносять 1 вид:
- Davidgallowaya cornutispora